# Anagyris latifolia
Anagyris latifolia Brouss. ex Willd., conocido como oro de risco, es una planta leguminosa endémica de las Islas Canarias. 
Se considera una especie en peligro de extinción.

## Descripción

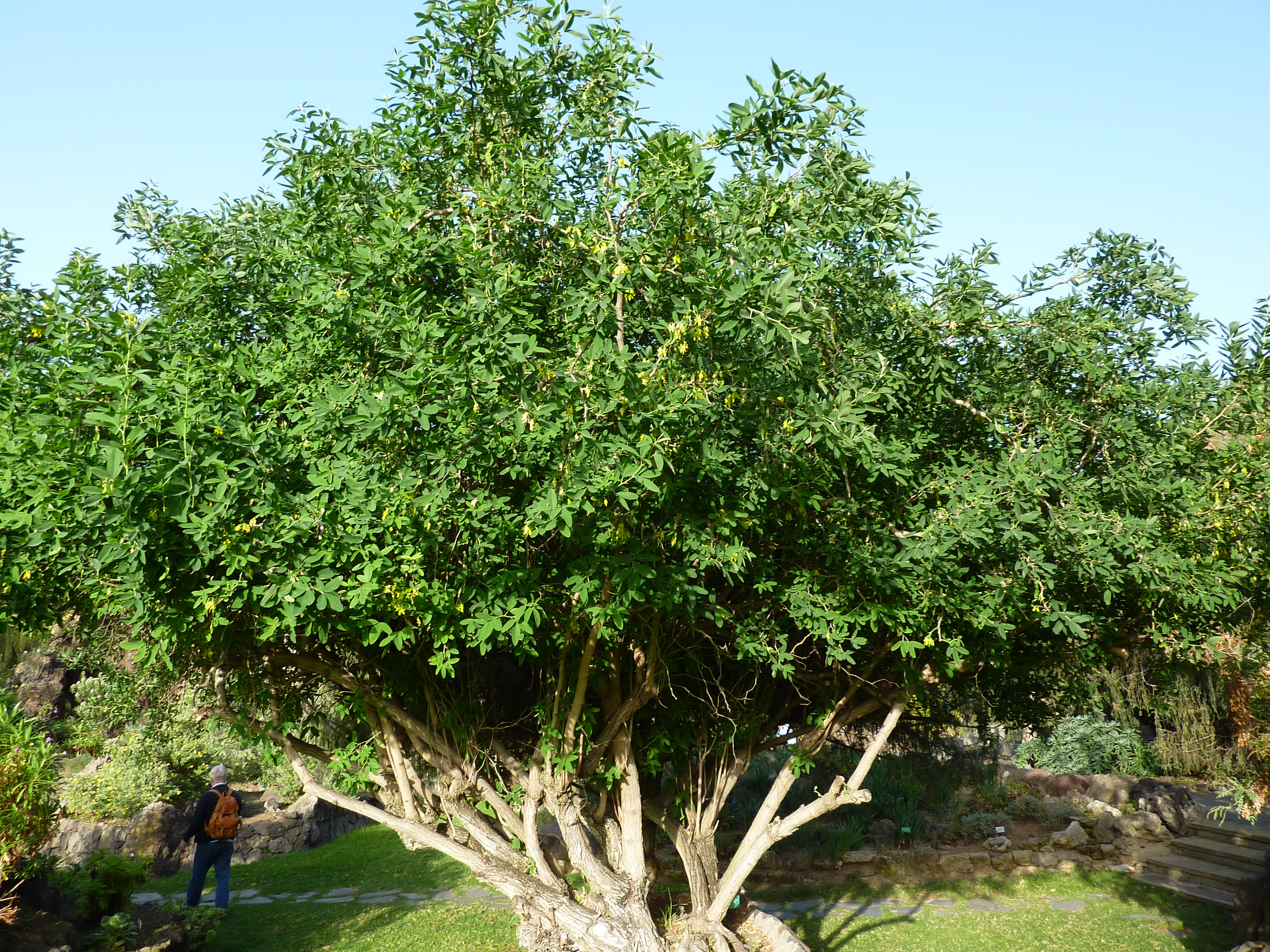
Vista de la planta

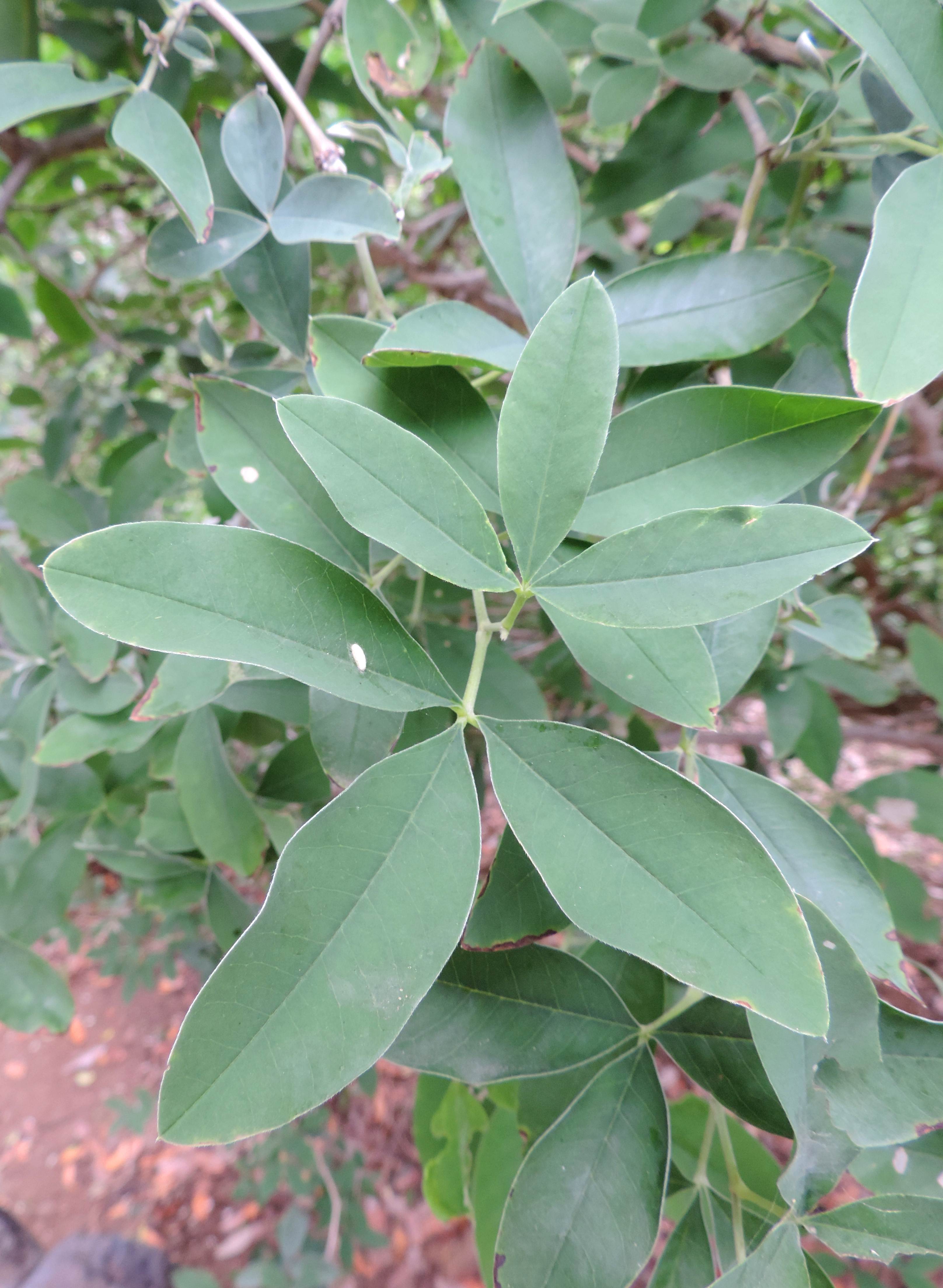
Hojas

Tiene porte de arbusto y alcanza unos 3 metros de altura. 
Es una especie caducifolia. Florece desde mediados de otoño hasta mediados de invierno, fructificando de enero a marzo y madurando de abril a mayo. Después comienza a perder las hojas. Las flores son polinizadas por las abejas (Apis mellifera) y la dispersión de las semillas tiene lugar mediante su consumo por parte de aves grandes como el cuervo (Corvus corax canariensis). Las semillas tienen una longevidad de hasta 4 años y son parasitadas por larvas de brúchidos.

## Distribución y hábitat
Esta especie se puede encontrar en las islas de Tenerife, Gran Canaria, La Gomera y La Palma. El grueso de su población se encuentra en Tenerife, con unas 30 poblaciones repartidas en las medianías del sur y el oeste de la isla, así como en el macizo de Anaga y la costa de Icod. En Gran Canaria existen cuatro poblaciones. La mayoría de estos núcleos de población son pequeños, a veces de tan solo un individuo.
Sus poblaciones siempre aparecen en zonas de matorrales, normalmente dentro del área potencial del sabinar y sus zonas de transición con el pinar, desde la costa hasta los 1300 m de altitud. Las especies que más frecuentemente le acompañan son: pajonazgo Brachypodium arbuscula, sabinas Juniperus turbinata subsp. canariensis, jazmín silvestre Jasminum odoratissimum, tasaigo Rubia fruticosa, acebuche Olea europaea subsp. guanchica, tabaiba amarga Euphorbia obtusifolia, granadillo Hypericum canariense y verode Kleinia neriifolia.

## Taxonomía
Anagyris latifolia fue descrita por Pierre Marie Auguste Broussonet y publicada por Carl Ludwig Willdenow en Enumeratio Plantarum Horti Regii Botanici Berolinensis en 1809.
Etimología
Anagyris: nombre genérico que deriva del griego onógyros, latinizado anagyris en Dioscórides y Plinio el Viejo, según parece, refiriéndose al hediondo o altramuz hediondo Anagyris foetida L..
latifolia: epíteto latino que significa 'con la hoja ancha'.
Sinonimia
- Bactyrilobium latifolium Steud.[5]

## Estado de conservación
Esta planta está amenazada debido al sobrepastoreo y la depredación por parte de herbívoros introducidos como el conejo. Además tiene que competir con especies exóticas. Existen semillas en los Bancos de Germoplasma de la E.T.S. de Ingenieros Agrónomos, Jardín Botánico Viera y Clavijo y Viceconsejería de Medio Ambiente. Las poblaciones palmeras son objeto de seguimiento.

## Nombres comunes
Se conoce popularmente como oro de risco o azufrado. El botánico Günther W.H. Kunkel anotó también el nombre de lluvia para esta especie.